# Destrosio equivalenza
La Destrosio equivalenza o Destrosio equivalente (DE) è un parametro che misura il grado di idrolisi dei carboidrati, in particolare di polimeri del glucosio derivati dall'amido, in base alla lunghezza delle catene polimeriche da cui sono formati, in rapporto al valore di riferimento del glucosio/destrosio (il destrosio è sinonimo di D-glucosio).
La Destrosio Equivalenza è una misura della quantità di zuccheri riducenti presenti in un carboidrato in rapporto al glucosio, espressa in percentuale su base secca. In altri termini rappresenta la percentuale di idrolisi dei legami glicosidici presenti. A livello industriale vengono aggiunti all'amido degli enzimi che scindono i suoi legami, dando origine a catene di glucosio molto più brevi, gli oligosaccaridi (maltosio, destrine) o singole unità di glucosio. Questo valore, oltre che per l'uso in campo industriale, è utilizzato per misurare le proprietà di assimilazione di alcuni integratori di carboidrati come le [maltodestrine in ambito sportivo/alimentare.

## Processo di idrolisi
Durante l'idrolisi dell'amido, la DE indica la misura in cui l'amido è stato scisso. L'idrolisi acida dell'amido è utilizzata da tempo per produrre degli sciroppi di glucosio, ma anche il glucosio cristallino (destrosio monoidrato). Quantità notevoli di sciroppi a DE 42 sono prodotti usando acido e sono utilizzati in molte applicazioni in pasticceria. Ulteriori processi di idrolisi con acido non è soddisfacente a causa dei prodotti di degradazione eccessivamente colorati e aromatizzati. L'idrolisi acida sembra essere un processo del tutto casuale che non è influenzato dalla presenza di legami 1.6 α-glicosidici. Il valore 100 equivale ad una soluzione di glucosio puro, il 50 ad una di maltosio, le maltodestrine hanno una DE compresa mediamente tra il 5 e il 20, gli sciroppi di glucosio hanno un valore compreso tra 30 e 60, mentre l'amido ha una DE attorno allo 0.

## Equivoco tra DE e Indice glicemico
In tempi recenti si è diffusa la credenza, supportata da molti testi sull'alimentazione e siti internet, che una bassa destrosio equivalenza, e quindi una conformazione che prevede catene polimeriche di glucosio più lunghe, equivalga ad un indice glicemico proporzionalmente ridotto. Tale convinzione deriva dal fatto che i carboidrati complessi, come l'amido (polimero del glucosio), prevedano tempi di digestione e assimilazione relativamente più lunghi rispetto al glucosio, e quindi un indice glicemico più basso. In base a questa constatazione, alcuni hanno dedotto, senza alcun supporto scientifico, che la complessità di un polimero del glucosio ed il suo peso molecolare fossero di conseguenza inversamente proporzionali al indice glicemico. In realtà sono altri i fattori che alterano i tempi di assimilazione di un carboidrato, ad esempio:
- esistono anche cibi ricchi di amido con un indice glicemico molto alto (~90), pur essendo l'amido per definizione a DE 0
- i tempi di assimilazione dell'amido contenuto negli alimenti sono alterati dalla composizione stessa del cibo;
- la digeribilità dell'amido è stabilita anche dal rapporto tra amilosio e amilopectina;
- la velocità di assimilazione è anche modificata dai tempi di cottura;
- l'amido puro è in genere più rapidamente assimilabile dell'amido contenuto in un alimento;
- l'amido trattato con agenti chimici per idrolisi (una sorta di pre-digestione) viene reso naturalmente più digeribile;
- i prodotti derivati dall'idrolisi dell'amido hanno generalmente un indice glicemico pari al glucosio o superiore;
- integratori composti da polimeri del glucosio (come gli oligomeri) vengono assorbiti più rapidamente del glucosio;

Da queste osservazioni si capisce che non sono la complessità di un carboidrato, la lunghezza delle catene polimeriche, ed il peso molecolare, a determinarne l'indice glicemico. I polisaccaridi, in quanto tali, non hanno necessariamente un indice glicemico più basso del glucosio. In sostanza molti hanno interpretato la destrosio equivalenza come una sorta di parametro simile all'indice glicemico, ovvero con la proprietà di stimare i tempi di assimilazione di un carboidrato e la proprietà di incidere sui valori della glicemia. In realtà la destrosio equivalenza misura solo il grado di polimerizzazione e il peso molecolare di un glucide, ma ciò non si traduce di conseguenza in un indice glicemico basso, o più basso, e non stima i tempi di assimilazione.
Maggiore è la destrosio equivalenza, più corte sono le catene di glucosio, maggiore è la dolcezza, maggiore è la solubilità, e minore è la resistenza al calore. Tutto ciò non ha a che vedere con i valori dell'indice glicemico. Dopotutto, il processo di idrolisi artificiale che modifica l'amido rende tale elemento più digeribile rispetto alla sua forma originaria. I tempi di assimilazione e la conseguente risposta insulinica non sembrano essere influenzati dalla lunghezza delle catene di glucosio. Studi dimostrano che una soluzione a base di polimeri del glucosio subisce uno svuotamento gastrico più rapido e favorisce un'assimilazione più rapida rispetto ad una soluzione isocalorica di glucosio all'interno della stessa quantità di acqua, mentre sembra che il glucosio abbia un ruolo inibitorio sullo svuotamento gastrico.L'esempio più emblematico è rappresentato dall'integratore di carboidrati chiamato Vitargo, il quale presenta un peso molecolare elevatissimo (tra 500 000 e 700 000 dalton), quindi una bassissima destrosio equivalenza, ma un indice glicemico superiore a quello del glucosio (oltre 137 in rapporto al pane bianco; o 100 in rapporto al glucosio), nonché tempi di assimilazione addirittura più rapidi per la sua bassa osmolarità. Anche le maltodestrine, carboidrato ottenuto dall'idrolisi dell'amido, mantiene un buon grado di polimerizzazione, un peso molecolare medio (tra 1,000 e 10 000 d), ma un indice glicemico superiore o simile a quello del glucosio nonostante la struttura complessa. Discorso analogo per lo sciroppo di glucosio (tra 250 e 1,000 d) o per altri derivati dall'idrolisi dell'amido. Gli integratori come Vitargo o maltodestrine, dal peso molecolare più elevato, ma anche dal indice glicemico molto elevato, presentano il vantaggio non indifferente di riuscire a passare il tratto gastrico e subire l'assorbimento intestinale più rapidamente del glucosio, se assunti a parità calorica all'interno di una stessa dose di liquido. Questo grazie alla ridotta osmolarità che creano all'interno di una bevanda rispetto ad una quantità isocalorica di glucosio.
A questo punto, ulteriori equivoci sono stati diffusi dalle conclusioni che il peso molecolare di tutti i polimeri del glucosio sia inversamente proporzionale ai tempi di assimilazione (equiparando l'osmolarità alla rapidità di assorbimento intestinale). Queste caratteristiche da alcuni sono state estese ad altri integratori glucidici dal peso molecolare medio o elevato, che però corrispondevano ad un indice glicemico basso. Molti studi hanno smentito queste dicerie. Ad esempio l'amido di mais ceroso (amido composto dal 100% di amilopectina, la frazione dell'amido più digeribile), pur avendo un elevato peso molecolare e una composizione più digeribile dell'amilosio, risultava a basso indice glicemico. Alcune aziende tuttavia lo hanno commercializzato come carboidrato ad alto indice glicemico attribuendogli proprietà analoghe a quelle del Vitargo, per il motivo che nei primi anni tale marchio lo utilizzava come materia d'origine per la produzione del proprio prodotto (in seguito venne sostituita con altre fonti amidacee). Allo stesso modo l'amido resistente (composto dal 100% di amilosio, la frazione dell'amido più resistente all'azione enzimatica) è risultato, più prevedibilmente, a basso indice glicemico nonostante il peso molecolare più elevato. Tali studi hanno confermato che il peso molecolare (ovvero la destrosio equivalenza) non è indice predittivo della velocità di assimilazione e assorbimento di un carboidrato e quindi dell'indice glicemico. Una bassa destrosio equivalenza (ossia un alto peso molecolare) è invece indice di qualità per quegli integratori glucidici ad alto indice glicemico come il Vitargo o le maltodestrine, perché a parità di IG e di valore calorico, riescono a subire l'assimilazione intestinale più velocemente del glucosio.
- L'indice glicemico (IG) di un alimento indica la velocità con cui aumenta la glicemia in seguito all'assunzione di un quantitativo dell'alimento contenente 50 g di carboidrati, e viene impiegato prevalentemente nel campo nutrizionale/dietologico ai fini salutistici, per tutti i cibi che contengono carboidrati e non solo carboidrati puri, che non sono necessariamente legati al glucosio (altri monosaccaridi o eteropolisaccaridi). Inoltre l'IG può essere rapportato anche al pane bianco in alternativa al glucosio.
- La destrosio equivalenza (DE) misura il potere riducente di un analogo del glucosio (amido, maltosio, sciroppi di glucosio, maltodestrine ecc), in base al suo grado di idrolisi. Tanto più grande è questa percentuale, tanto maggiore è il contenuto in zuccheri semplici e disaccaridi (glucosio, fruttosio e maltosio) ed il grado di dolcezza del prodotto. Esso è impiegato in gran parte nell'industria del glucosio e dolciaria, e in quella degli integratori di maltodestrine in ambito sportivo.